# José Manteca
| 68325 Begues           | 23 aprile 2001   |
| 72037 Castelldefels    | 10 dicembre 2000 |
| 95962 Copito           | 19 novembre 2003 |
| 99193 Obsfabra         | 14 aprile 2001   |
| 134124 Subirachs       | 2 gennaio 2005   |
| 159865 Silvialonso     | 12 agosto 2004   |
| 198592 Antbernal       | 3 gennaio 2005   |
| 209540 Siurana         | 23 ottobre 2004  |
| 223685 Hartopp         | 18 agosto 2004   |
| 252470 Puigmarti       | 24 ottobre 2001  |
| 284029 Esplugafrancolí | 10 dicembre 2004 |

José Manteca, detto Pepe (1959), è un astronomo spagnolo.
Lavora all'Osservatorio di Begues nei pressi di Barcellona.
Il Minor Planet Center gli accredita la scoperta di tredici asteroidi, effettuate tra il 2000 e il 2005, di cui uno in collaborazione con J. Muñoz.
Gli è stato dedicato l'asteroide 542926 Manteca.